# 王薪凯
王薪凯（1995年1月25日—），中国大陆职业男子篮球运动员，司职锋卫摇摆人，现效力于CBA联盟的四川金强蓝鲸篮球俱乐部。

## 生平

### 早年
1995年，王薪凯出生于中国吉林省长春市。初中时，其就读于东北师范大学附属中学，期间被CBA球队东莞烈豹看中，于2010年1月进入该队的青训系统。

### 梯队生涯
2011年10月，王薪凯跟随以东莞烈豹三队代表深圳参加了中华人民共和国第七届城市运动会男子U16篮球项目比赛，最终获得该赛事的金牌。2012年6月，其代表球队参加了2012 Nike All Asia Camp，并在该项目结束后获得“最佳射手奖”。10月，其随二队参加该年度全国青年男篮联赛，并在对阵山西猛龙青年队的半决赛中得到12分。而在对阵广东华南虎青年队的总决赛中，其以首发队员身份上场比赛，最终随队获得该赛事冠军。
2013年，王薪凯又跟随以东莞烈豹二队为基础组建的广东代表队参加中华人民共和国第十二届全国运动会男子U18篮球项目比赛，最终获得铜牌。2014年8月，其又随队参加了该年度的四国男篮精英赛，并在对阵科特迪瓦的比赛中取得11分。

### 职业生涯（东莞烈豹及深圳烈豹时期）
2014年秋季，东莞烈豹宣布将王薪凯由二队上调至一队，出战2014-15赛季中国男子篮球职业联赛。但在之后的三个赛季，其未有获得任何上场比赛的机会，仅仅是以球队队员身份参加了一些公众活动。而在2014-15赛季与2015-16赛季之间的休赛期，其随以该队为班底组建的深圳男篮参加了广东省第十四届运动会男子篮球（甲组）项目的比赛。

### 职业生涯（墨尔本老虎时期）
2017年4月，王薪凯加入澳大利亚的墨尔本老虎队，以该队球员身份参加该年度的SEABL联赛，以求获得在职业联赛的出场机会。

### 职业生涯（广东华南虎时期）
2017年6月中旬，深圳烈豹宣布重新签约王薪凯。三个月后，广东华南虎于9月14日宣布王薪凯自深圳烈豹转入。

#### 2017-18赛季
转会后的第一个赛季初期，王薪凯仅能在个别场次的第四节比赛中获得上场机会。之后的2017年12月8日，其在常规赛第十四轮对阵北京翱龙的比赛中首次于第一节登场，并用三分球打破对方的联防，最终在该场比赛中命中3个三分球，获得9分。而在常规赛第三十一轮对阵天津金狮及第三十二轮对阵山西猛龙的比赛中，其分别命中全数4记三分球及命中5记三分球的其中4个，使得其连续两场比赛得到12分，由此引发关注。常规赛阶段，其总共参与21场比赛，平均每场有12.3分钟的出场时间，三分球命中率约有40%。
在随后的休赛期，王薪凯被安排以“公益篮球大使”之身份参与了中国体育彩票社区篮球公益活动茶山站的比赛。

#### 2018-19赛季
该赛季开始后不久，王薪凯就在比赛及训练期间被多次冲撞，最终引发肋骨不完全性骨折，直至常规赛第二十八轮对阵山东金星的比赛才得以归队，并在常规赛第三十三轮对阵八一火箭的比赛中正式复出及得到2分。总体而言，王薪凯在这一赛季仍未得到重用，其平均每场比赛仅能获得3.6分。
休赛期间，王薪凯于2019年9月以主力队员身份随队参与了2019年中欧俱乐部冠军杯及2019年亚洲篮球俱乐部冠军杯，并在前者对阵新疆飞虎的比赛中获得15分，及在后者对阵东京电击的比赛中获得7分。

#### 2019-20赛季
在这一赛季，王薪凯在投射能力保持稳定的同时，防守能力被认为是取得了进步；相应地，其上场时间亦有所增加。在常规赛第五轮对阵四川蓝鲸的比赛中，其获得11分。而在常规赛第二十六轮对阵山东王者的比赛中，其取得职业生涯新高的17分，其中包含5记三分球。复赛之后，王薪凯先是于2020年6月23日对阵江苏龙的比赛中被安排客串1号位，并取得14分；随后在7月14日对阵广州龙狮的比赛中取得职业生涯最高的18分。季后赛阶段，王薪凯在半决赛第三场及总决赛第一场皆被认为是扮演了“奇兵”角色：其在前一场比赛出场27分钟，命中6记三分球的其中4记，最终得到14分；总决赛第一场，其在同一个位置投中全数3记三分球，此外亦获得5个篮板。整个赛季，其场均得分提升至5.8分。

## 人物

### 技术特点
在进入职业联赛之前，王薪凯就已在各类梯队比赛中展现了稳定的三分球投射能力，并被视为一个“很好的战术终结点”；进入职业联赛后，王薪凯的这一特点在2019-20赛季CBA季后赛阶段令其成为广东华南虎的稳定得分点。但在职业生涯初期，其防守能力不佳的技术缺点亦是十分明显，这令其在当时被多数教练形容为“偶尔三分投得准一点，其他并无特别所长”。

### 人物特点
- 在转会至广东华南虎初期，被杜锋问及转入原因时，其以“宏远需要我”对之。[38]

### 球衣号码
- 5号：在广东华南虎效力时使用的号码。
- 6号：在墨尔本老虎效力时使用的号码。
- 35号：在东莞烈豹及深圳烈豹效力时使用的号码。[14]

## 数据

### CBA常规赛
| 賽季    | 球隊       | GP     | GS     | MPG    | FG%    | 3P%    | FT%    | RPG    | APG    | SPG    | BPG    | PPG    |
| ------- | ---------- | ------ | ------ | ------ | ------ | ------ | ------ | ------ | ------ | ------ | ------ | ------ |
| 2014-15 | 东莞烈豹   | 无数据 | 无数据 | 无数据 | 无数据 | 无数据 | 无数据 | 无数据 | 无数据 | 无数据 | 无数据 | 无数据 |
| 2015-16 | 深圳烈豹   | 无数据 | 无数据 | 无数据 | 无数据 | 无数据 | 无数据 | 无数据 | 无数据 | 无数据 | 无数据 | 无数据 |
| 2016-17 | 深圳烈豹   | 无数据 | 无数据 | 无数据 | 无数据 | 无数据 | 无数据 | 无数据 | 无数据 | 无数据 | 无数据 | 无数据 |
| 2017-18 | 广东华南虎 | 20     | 2      | 13.05  | 40.4   | 38.6   | 0.0    | 1.3    | 0.6    | 0.2    | 0      | 2.8    |
| 2018-19 | 广东华南虎 | 12     | 2      | 10.25  | 44.4   | 40.0   | 50.0   | 1.1    | 0.3    | 0.2    | 0.1    | 3.6    |
| 2019-20 | 广东华南虎 | 41     | 4      | 13.83  | 47.1   | 46.5   | 85.0   | 1.5    | 0.6    | 0.3    | 0      | 5.8    |
| 2020-21 | 广东华南虎 | 32     | 7      | 18.56  | 35.9   | 32.6   | 92.1   | 2.2    | 0.6    | 0.6    | 0      | 5.2    |

### CBA季后赛
| 賽季    | 球隊       | GP     | GS     | MPG    | FG%    | 3P%    | FT%    | RPG    | APG    | SPG    | BPG    | PPG    |
| ------- | ---------- | ------ | ------ | ------ | ------ | ------ | ------ | ------ | ------ | ------ | ------ | ------ |
| 2014-15 | 东莞烈豹   | 未参加 | 未参加 | 未参加 | 未参加 | 未参加 | 未参加 | 未参加 | 未参加 | 未参加 | 未参加 | 未参加 |
| 2016-17 | 深圳烈豹   | 未参加 | 未参加 | 未参加 | 未参加 | 未参加 | 未参加 | 未参加 | 未参加 | 未参加 | 未参加 | 未参加 |
| 2017-18 | 广东华南虎 | 3      | 0      | 2.33   | 33.3   | 50.0   | 0.0    | 0.3    | 0      | 0      | 0      | 1      |
| 2018-19 | 广东华南虎 | 2      | 0      | 5.50   | 100.0  | 100.0  | 0.0    | 0.5    | 0.5    | 0.0    | 0.0    | 1.5    |
| 2019-20 | 广东华南虎 | 6      | 0      | 18.83  | 46.4   | 47.8   | 100.0  | 2.8    | 1      | 0      | 0      | 6.8    |
| 2020-21 | 广东华南虎 | 6      | 0      | 10.67  | 10.0   | 12.5   | 75.0   | 0.3    | 0.2    | 0.7    | 0      | 1      |